# Prasinophyceae
Prasinophyceae é uma classe de algas verdes marinhas, eucariotas e primitivas. O seu género mais conhecido é Ostreococcus, que é considerado como o menor (ca. 0.95 μm) organismo eucariótico de vida livre  e que tem sido detectado em amostras obtidas pelo mundo inteiro. Pensa-se que tenham uma complexidade celular baixa, contendo células nuas sem flagelos e com um único cloroplasto e mitocôndria. Também possuem genoma de pequenas dimensões para um eucariota (cerca de 12 milhões de pares de bases).